# Сеня
Сеня (словац. Seňa) — село в окрузі Кошиці-околиця Кошицького краю Словаччини. Площа села 22,81 км². Станом на 31 грудня 2016 року в селі проживало 2160 жителів.

## Історія
Перші згадки про село датуються 1249 роком.

## Географія
Протікає Соколянський потік.

## Населення
| Рік:            | 1994. | 2004.    | 2014.   | 2024.   |
| --------------- | ----- | -------- | ------- | ------- |
| Кількість осіб: | 1926  | 2122     | 2095    | 2228    |
| Різниця:        |       | +10,17 % | -1,27 % | +6,34 % |

| Рік:            | 2023. | 2024.   |
| --------------- | ----- | ------- |
| Кількість осіб: | 2212  | 2228    |
| Різниця:        |       | +0,72 % |